# Мелічешть
Мелічешть, Мелічешті (рум. Melicești) — село у повіті Прахова в Румунії. Входить до складу комуни Телега.
Село розташоване на відстані 83 км на північ від Бухареста, 30 км на північний захід від Плоєшті, 57 км на південь від Брашова.

## Населення
За даними перепису населення 2002 року у селі проживали 584 особи, усі — румуни. Усі жителі села рідною мовою назвали румунську.